# Paul Gaustad
Pour les articles homonymes, voir Gaustad.
Paul Gaustad (né le 3 février 1982 à Fargo dans l'État du Dakota du Nord aux États-Unis) est un joueur professionnel américain de hockey sur glace évoluant dans la Ligue nationale de hockey.

## Biographie

### Carrière en club
Il fut réclamé au repêchage annuel de la LNH en 2000 par les Sabres de Buffalo qui firent de lui leur choix de septième tour. Gaustad compléta son niveau junior avec les Winter Hawks de Portland de la Ligue de hockey de l'Ouest avant de devenir professionnel en 2002, rejoignant le club affilié aux Sabres dans la Ligue américaine de hockey, les Americans de Rochester. Au cours de cette même saison, il fait ses débuts avec les Sabres, prenant part à une rencontre.
Après deux autres saisons complète avec les Americans, il décroche en 2005 un poste permanent avec le grand club.
Le 27 février 2012, à la date limite des transactions, il est échangé aux Predators de Nashville avec un choix de quatrième tour au repêchage de 2013 en retour d'un choix de premier tour en 2012.
Le 8 septembre 2016, il annonce officiellement sa retraite après une carrière de 14 saisons dans la LNH.

### Carrière internationale
Il représente les États-Unis au niveau international.

## Statistiques

### En club
| Saison     | Équipe                   | Ligue      |     | Saison régulière | Saison régulière | Saison régulière | Saison régulière | Saison régulière |    | Séries éliminatoires | Séries éliminatoires | Séries éliminatoires | Séries éliminatoires | Séries éliminatoires |
| Saison     | Équipe                   | Ligue      | PJ  | B                | A                | Pts              | Pun              | PJ               | B  | A                    | Pts                  | Pun                  |                      |                      |
| 1999-2000  | Winter Hawks de Portland | LHOu       | 56  | 6                | 8                | 14               | 110              | -                | -  | -                    | -                    | -                    |                      |                      |
| 2000-2001  | Winter Hawks de Portland | LHOu       | 70  | 11               | 30               | 41               | 168              | 16               | 10 | 6                    | 16                   | 59                   |                      |                      |
| 2001-2002  | Winter Hawks de Portland | LHOu       | 72  | 36               | 44               | 80               | 202              | 6                | 3  | 1                    | 4                    | 16                   |                      |                      |
| 2002-2003  | Sabres de Buffalo        | LNH        | 1   | 0                | 0                | 0                | 0                | -                | -  | -                    | -                    | -                    |                      |                      |
| 2002-2003  | Americans de Rochester   | LAH        | 80  | 14               | 39               | 53               | 137              | 3                | 0  | 0                    | 0                    | 4                    |                      |                      |
| 2003-2004  | Americans de Rochester   | LAH        | 78  | 9                | 22               | 31               | 169              | 16               | 3  | 10                   | 13                   | 30                   |                      |                      |
| 2004-2005  | Americans de Rochester   | LAH        | 76  | 18               | 25               | 43               | 192              | 9                | 6  | 5                    | 11                   | 16                   |                      |                      |
| 2005-2006  | Sabres de Buffalo        | LNH        | 78  | 9                | 15               | 24               | 65               | 18               | 0  | 4                    | 4                    | 14                   |                      |                      |
| 2006-2007  | Sabres de Buffalo        | LNH        | 54  | 9                | 13               | 22               | 74               | 7                | 0  | 1                    | 1                    | 2                    |                      |                      |
| 2007-2008  | Sabres de Buffalo        | LNH        | 82  | 10               | 26               | 36               | 85               | -                | -  | -                    | -                    | -                    |                      |                      |
| 2008-2009  | Sabres de Buffalo        | LNH        | 62  | 12               | 17               | 29               | 108              | -                | -  | -                    | -                    | -                    |                      |                      |
| 2009-2010  | Sabres de Buffalo        | LNH        | 65  | 12               | 10               | 22               | 82               | 6                | 0  | 1                    | 1                    | 8                    |                      |                      |
| 2010-2011  | Sabres de Buffalo        | LNH        | 81  | 12               | 19               | 31               | 101              | 7                | 0  | 2                    | 2                    | 13                   |                      |                      |
| 2011-2012  | Sabres de Buffalo        | LNH        | 56  | 7                | 10               | 17               | 70               | -                | -  | -                    | -                    | -                    |                      |                      |
| 2011-2012  | Predators de Nashville   | LNH        | 14  | 0                | 4                | 4                | 6                | 10               | 1  | 1                    | 2                    | 5                    |                      |                      |
| 2012-2013  | Predators de Nashville   | LNH        | 23  | 2                | 3                | 5                | 20               | -                | -  | -                    | -                    | -                    |                      |                      |
| 2013-2014  | Predators de Nashville   | LNH        | 75  | 10               | 11               | 21               | 61               | -                | -  | -                    | -                    | -                    |                      |                      |
| 2014-2015  | Predators de Nashville   | LNH        | 73  | 4                | 10               | 14               | 60               | 6                | 0  | 0                    | 0                    | 22                   |                      |                      |
| 2015-2016  | Predators de Nashville   | LNH        | 63  | 2                | 4                | 6                | 46               | 14               | 1  | 0                    | 1                    | 0                    |                      |                      |
| Totaux LNH | Totaux LNH               | Totaux LNH | 727 | 89               | 142              | 231              | 778              | 68               | 2  | 9                    | 11                   | 64                   |                      |                      |

### En équipe nationale
| Année | Équipe     | Compétition          |   | PJ | B | A | Pts | Pun | +/-            |  | Résultat |
| 2011  | États-Unis | Championnat du monde | 6 | 0  | 1 | 1 | 4   | -3  | Huitième place |  |          |